# Paris el Vell
Paris el Vell va ser un famós actor romà que va viure en temps de Neró. N'era un dels favorits.
Era esclau de Domícia, la tia de l'emperador i aquest el va comprar per una gran quantitat. Domícia va conspirar contra Agripina Menor, la mare de Neró, i al fracassar, aquesta darrera va demanar al càstig als implicats. Va ser el mateix emperador el que va lliurar a Paris del càstig que li podia correspondre i poc després el va declarar lliure de naixement (ingenu) i Domícia li va haver de tornar la quantitat que l'emperador li havia pagat.
Paris no va poder conservar el favor de l'emperador. Aquest va voler ser també pantomim sense aconseguir-ho, i tampoc no va aprofitar les llisons de dansa que Paris li donava, de manera que el va començar a veure com un rival, fins que cap al final del seu regnat el va fer matar.